# Emozione

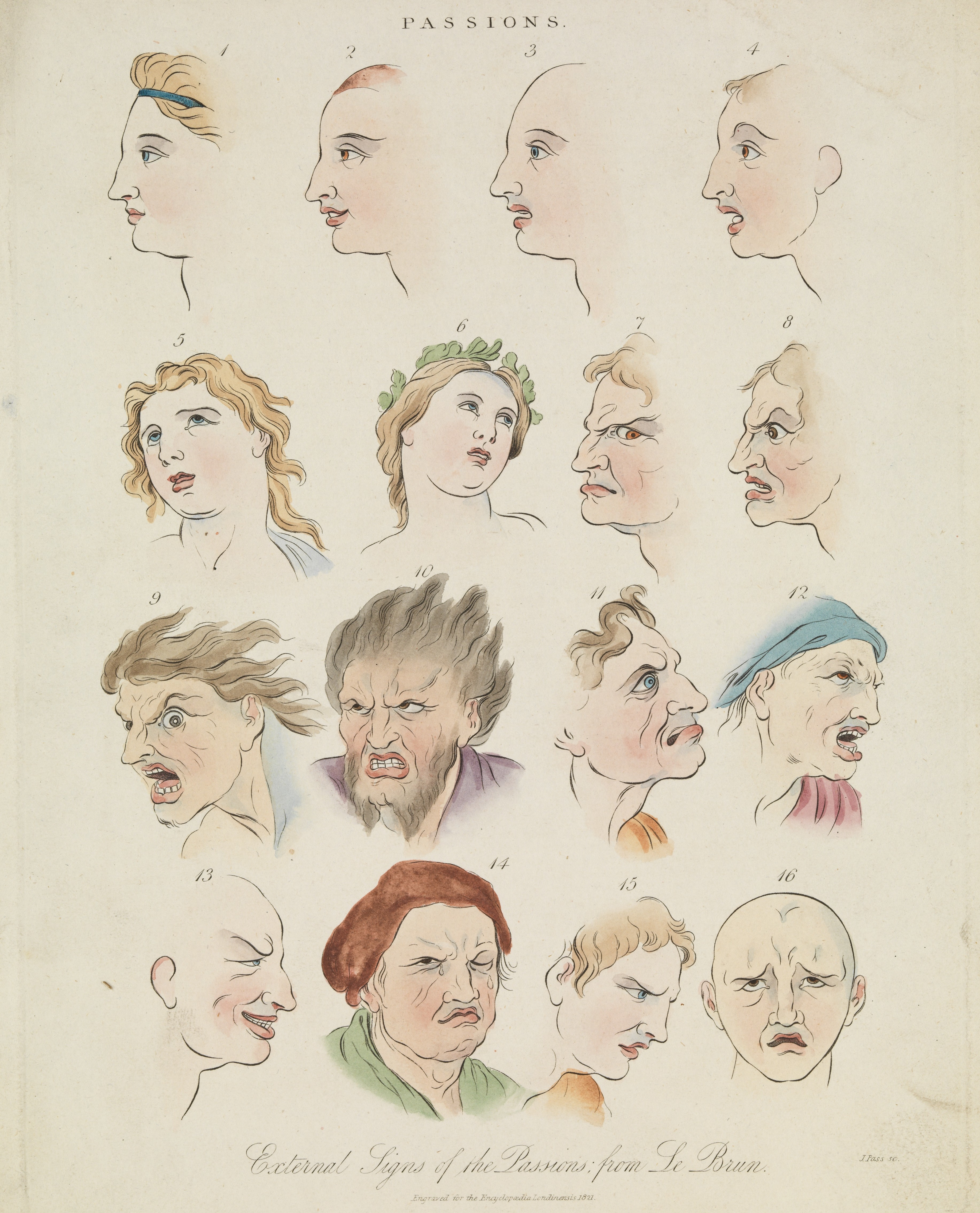
Sedici volti che esprimono le passioni umane - incisione a colori di J. Pass, 1821, ispirato al lavoro del pittore francese Charles Le Brun

Le emozioni sono stati mentali e fisiologici associati a modificazioni psicologiche, a stimoli interni o esterni, naturali o appresi. Secondo la definizione della Associazione Psicologica Americana, l'emozione è un modello fenomenico complesso, di natura reattiva, che coinvolge varie esperienze soggettive, sia di natura fisica (comportamenti, riflessi, attivazione fisiologica) che psicologica (esperienza soggettiva, processi cognitivi), non sempre a livello consapevole. Si tratta di un modello funzionale evolutosi per fronteggiare fenomeni o eventi con il quale un organismo entra costantemente in relazione significativa.

## Etimologia
Deriva dal latino emotionem, a sua volta derivato dalla sostantivazione di emotus, participio passato del verbo emovere, nel significato di trasportare fuori, smuovere, scuotere (da cui anche "scosso"). Emovere è a sua volta composto dal prefisso e- nel significato di "da", moto da luogo, e da movere, nel significato di agitare, muovere.

## Caratteristiche delle emozioni
L'emozione ha effetto sugli aspetti cognitivi: può causare diminuzioni o miglioramenti nella capacità di concentrazione, confusione, smarrimento, allerta, e così via. Il volto e il linguaggio verbale possono quindi riflettere all'esterno le emozioni più profonde: una voce tremolante, un tono alterato, un sorriso solare, la fronte corrugata indicano la presenza di uno specifico stato emotivo.

## Differenza tra emozione, sentimento, affetto e umore o stato d'animo
Damasio ha proposto la seguente differenziazione: l'emozione (emotion) è uno stato mentale in gran parte inconscio, originatosi quale reazione neurobiologica ad un determinato stimolo, per il tramite di una serie rapida di attivazioni e/o inibizioni sinaptiche che coinvolgono diverse aree del cervello, in particolare il sistema limbico e la corteccia prefrontale. La funzione è quella di predisporre l'organismo, fisicamente e psicologicamente, ad affrontare uno stimolo emotigeno. 
Tale predisposizione fa emergere tutta una serie di altri fenomeni, in primis sensazioni propriocettive corporee, che costituiscono la base dell'esperienza cosciente dell'emozione, e che Damasio chiama coscienza di base (core consciousness) oppure sensazione della sensazione/metasensazione (feeling of feeling). 
Un fenomeno intermedio è costituito dal sentimento (core feeling), non ancora cosciente e che si verifica durante l'emersione alla coscienza delle altre componenti: la valutazione cognitiva, l'esperienza soggettiva, la propriocezione di una spinta ad agire e/o pensare, la reazione fisiologica del sistema nervoso simpatico, la mimica facciale (o espressione facciale delle emozioni) e la risposta comportamentale (o coping). Si differenziano quindi dai sentimenti e dagli stati d'animo, anche se questi termini vengono spesso usati indifferentemente nel senso comune.

## A cosa servono le emozioni
In termini evolutivi, o darwiniani, la loro principale funzione consiste nel rendere più efficace la reazione dell'individuo a situazioni in cui si rende necessaria una risposta immediata ai fini della sopravvivenza, reazione che non utilizzi cioè processi cognitivi ed elaborazione cosciente. Secondo Antonio Damasio, le emozioni potrebbero non essere un semplice corollario ai processi cognitivi, ma evolutivamente la prima e per lungo tempo unica modalità di acquisire conoscenza circa l'ambiente che circonda l'organismo, con la finalità di consentire all'organismo di riorganizzare la propria struttura e/o le proprie funzioni e/o il proprio comportamento in funzione delle informazioni in entrata, che sono sempre e comunque convertite in reazioni biofisiche e biochimiche del nostro organismo (in primis il cervello). La cognizione rappresenta una modalità di rappresentazione di queste modificazioni biochimice e biofisiche, e che è sempre riducibile a sua volta ad attività biochimiche e biofisiche, tale per cui il comportamento risulta la determinante ultima di tutti questi processi.
Le emozioni rivestono anche una funzione relazionale (comunicazione agli altri delle proprie reazioni psicofisiologiche) e una funzione autoregolativa (comprensione delle proprie modificazioni psicofisiologiche).

## Classificazione delle emozioni

Una classificazione in lingua inglese di sei emozioni di base

Sono state proposte diverse classificazioni delle emozioni. A partire da Paul Ekman, le emozioni sono state suddivise in primarie o fondamentali, e secondarie, derivate dalle primarie. Secondo Ekman le emozioni primarie sono sei: 
- rabbia
- paura
- gioia
- tristezza
- sorpresa
- disgusto

Secondo una definizione di Robert Plutchik le emozioni di base sono invece otto, divise in quattro coppie:
- la rabbia e la paura
- la tristezza e la gioia
- la sorpresa e l'attesa
- il disgusto e l'accettazione

Secondo altri autori, dalla combinazione delle emozioni primarie derivano le altre (secondarie o complesse):
- l'allegria
- la vergogna
- l'ansia
- la rassegnazione
- la gelosia
- l'orgoglio
- la speranza
- il perdono
- l'offesa
- la nostalgia
- il rimorso
- la delusione

Le differenti emozioni dipendono dal significato o salienza attribuita dal soggetto allo stimolo, primariamente in funzione del tono affettivo (aversivo, appetitivo o un mix di entrambi) e dell'intensità.
Antonio Damasio, distingue due tipi di emozione: le emozioni primarie, che sono innate e preorganizzate e le emozioni secondarie, che sono elaborate dall'esperienza attraverso i circuiti del "come se". Secondo Damasio, si possono avere delle reazioni emotive, delle quali però si è inconsapevoli, anche in assenza di modificazioni psicofisiologiche. Inoltre, "è possibile che siamo predisposti a rispondere con un’emozione, in modo preorganizzato, quando vengono percepite nel mondo esterno o nel nostro corpo - isolatamente o in combinazione - certe caratteristiche di stimoli, di cui sono esempi la dimensione (come per gli animali grossi); l’estensione (come per l’apertura alare dell’aquila); il tipo di movimento (come per i rettili); certi suoni (come il ringhio); certe configurazioni di stati del corpo (come il dolore che si avverte durante un attacco cardiaco)". L'amigdala elabora in parallelo gli stimoli prima detti e definisce una sorta di algoritmo che si associa ad un altro algoritmo (un meccanismo chiamato matching). 
Quest'ultimo algoritmo è di tipo disposizionale e man mano che il primo si delinea, si delinea anch'esso (molto simile come meccanismo a quello della scrittura predittiva o facilitata degli smartphone), iniziando ad allertare, pre-attivare e attivare aree e nuclei cerebrali preposti a funzioni cognitive, somato-sensoriali e motorie e che a sua volta determinano le emozioni secondarie. Dice Damasio: "Il sentire l’emozione diventa pertanto un fenomeno emergente quale insieme diverso dalla semplice somma delle parti, cioè quelle parti che autonomamente e con tempi di reazione/attivazione diversi sono intervenuti per un “primo intervento” e successivamente, anche grazie alla comunicazione a feedback circolare, affinano l’esperienza".

## Le teorie delle emozioni
Secondo la maggior parte delle teorie moderne, le emozioni sono un processo multi-componenziale, cioè articolato in più componenti e con un decorso temporale che evolve.

### La teoria Cannon - Bard
Secondo la teoria diencefalica di Walter B. Cannon e Philip Bard, lo stimolo emotigeno, che può essere un evento, una scena, un'espressione del volto o un particolare tono di voce, viene elaborato in prima istanza dai centri sottocorticali dell'encefalo, in particolare l'amigdala, che riceve l'informazione direttamente dai nuclei posteriori del talamo (via talamica o sottocorticale) e provoca una prima reazione autonomica e neuroendocrina con la funzione di mettere in allerta l'organismo. In questa fase l'emozione determina quindi diverse modificazioni somatiche, come ad esempio la variazione delle pulsazioni cardiache, l'aumento o la diminuzione della sudorazione, l'accelerazione del ritmo respiratorio, l'aumento o il rilassamento della tensione muscolare.
Lo stimolo emotigeno viene contemporaneamente inviato dal talamo alle cortecce associative, dove viene elaborato in maniera più lenta ma più raffinata; a questo punto, secondo la valutazione, viene emessa un tipo di risposta considerata più adeguata alla situazione, soprattutto in riferimento alle "regole di esibizione" che appartengono al proprio ambiente culturale.
Le emozioni, quindi, inizialmente sono inconsapevoli; solo in un secondo momento noi "proviamo" l'emozione, abbiamo cioè un sentimento. Normalmente l'individuo che prova una emozione diventa cosciente delle proprie modificazioni somatiche (si rende conto di avere le mani sudate, il battito cardiaco accelerato, etc.) ed applica un nome a queste variazioni psicofisiologiche ("paura", "gioia", "disgusto", ecc.).
Tra le tipologie di risposta o reazione vi sono i riflessi e per quanto attiene alla risposta a stimoli aversivi di elevata intensità, il riflesso principale è quello detto "reazione di attacco o fuga" (fight-or-flight response), concettualizzato negli anni venti del ventesimo secolo da proprio da Cannon e Bard.

### La teoria di James - Lange
Secondo la teoria del feedback di James-Lange, l'emozione è una risposta ad una variazione fisiologica. Proviamo emozioni diverse perché ciascuna è accompagnata da sensazioni e reazioni fisiologiche differenti. Tali teorie sono state criticate, in quanto persone con lesioni al midollo spinale esprimono comunque emozioni, inoltre molte espressioni fisiologiche simili causerebbero simili emozioni, difficili quindi da individualizzare.
In alcuni casi, specialmente per le forti emozioni, si ha comunque un'associazione diretta tra manifestazione fisiologica ed emotiva, senza però sapere se ne sia causa la prima o la seconda.
James - Lange sta per William James e Carl Lange, quest'ultimo un medico danese. James e Lange condussero i loro studi senza che l'uno fosse a conoscenza del lavoro dell'altro. Nel capitolo 25 del suo "Principi di Psicologia" del 1890, James scrive: "I cambiamenti corporei seguono immediatamente la percezione dello stimolo emotigeno, e che la nostra sensazione di questi stessi cambiamenti mentre si stanno verificando È l'emozione". Quindi, secondo James, la percezione non cosciente di un fenomeno emotigeno o stressorio – come ad esempio la comparsa di un serpente – determina una modifica fisiologica nel soggetto coinvolto. La prima percezione cosciente del soggetto non è la vista del serpente, ma la modifica fisiologica, che secondo James è specifica per quel tipo di emozione. A seguire, il soggetto abbina un nome alla modifica fisiologica e attribuisce la causa al serpente. La sequenza dei fenomeni è pertanto la seguente:
1. Stimolo avversivo colto dal sistema visivo con immediata risposta fisiologica preparatoria alla risposta più appropriata, che nel nostro caso è plausibilmente la fuga (il tutto senza consapevolezza del soggetto).
2. Propriocezione cosciente dell’attivazione della risposta fisiologica, che secondo James è specifica per quel tipo di emozione. Questo è il motivo per cui il soggetto comprende coscientemente che si tratta di paura senza il coinvolgimento di strutture della neocorteccia: la risposta fisiologica specifica per ogni tipo di emozione, in particolare per le emozioni di base, contiene già l’informazione “paura”.
3. Associazione della causa (il serpente) per emersione alla coscienza della visione: ho paura perché ho visto un serpente.

Nel modello di James, la risposta fisiologica preconscia è la risposta riflessa di fuga – come sarà successivamente chiamata da Cannon – e quindi avviene prima che il soggetto abbia contezza cosciente del pericolo. Come dire: il soggetto inizia a scappare senza ancora sapere coscientemente il perché. Per James, la risposta fisiologica è sufficiente a fornire le basi per l’esperienza soggettiva cosciente dell'emozione. L’attribuzione cosciente della causa completa l’esperienza.

### La teoria delle emozioni di base di Paul Ekman
Replicando gli studi compiuti da Charles Darwin nel libro pionieristico "L'espressione delle emozioni negli uomini e negli animali" (1872), lo psicologo americano Paul Ekman ha postulato che una caratteristica importante delle emozioni dette fondamentali è data dal fatto che vengono espresse universalmente, cioè da tutti in qualsiasi luogo, tempo e cultura attraverso modalità simili. Come suggerisce il titolo del libro di Darwin, anche gli animali provano emozioni: hanno circuiti neurali simili, hanno reazioni comportamentali simili e le modificazioni psicofisiologiche da essi sperimentate svolgono le stesse funzioni.
Allo stato attuale non è possibile affermare scientificamente che gli animali provino anche i sentimenti, perché ciò richiederebbe che abbiano una forma di coscienza. Ekman, ha analizzato come le espressioni facciali corrispondenti ad ogni singola emozione interessino gli stessi tipi di muscoli facciali e allo stesso modo, indipendentemente da fattori quali latitudine, cultura e etnia. Tale indagine è stata suffragata da esperimenti condotti anche con soggetti appartenenti a popolazioni che ancora vivono in modo "primitivo", in particolare della Papua Nuova Guinea.
La sorpresa si manifesta sul volto con le sopracciglia alzate e incurvate, la pelle sotto il sopracciglio stirata, rughe orizzontali attraverso la fronte, le palpebre aperte, quella superiore sollevata e quella inferiore abbassata, la mascella si abbassa ma senza alcun stiramento o tensione della bocca.
La paura si manifesta sul volto attraverso le sopracciglia sollevate e ravvicinate, le rughe della fronte sono al centro e non attraversano la fronte, la palpebra superiore sollevata e la bocca aperta con le labbra leggermente tese o stirate all’indietro.
Il disgusto si manifesta principalmente nella parte bassa del viso e nella palpebra inferiore, precisamente con il labro superiore sollevato, il labro inferiore sollevato e premuto a quello superiore oppure abbassato e lievemente protruso, il naso arricciato, le guance sollevate, pieghe sotto la palpebra inferiore e sopracciglia abbassate spingendo verso la palpebra superiore.
La rabbia si manifesta sul volto attraverso le sopracciglia abbassate e ravvicinate, rughe verticali tra le sopracciglia, palpebra inferiore tesa ma non necessariamente sollevata, sguardo fisso e occhi che possono sembrare sporgenti, le labbra serrate con gli angoli diritti o abbassati o aperte e tese e le radici possono essere dilatate.
La felicità si mostra sul volto attraverso gli angoli della bocca stirati all’indietro e sollevati, la bocca chiusa o aperta, una ruga che scende dal naso fino oltre gli angoli della bocca, le guance sollevate, la palpebra inferiore con rughe sottostanti ma non tesa e zampe di gallina agli angoli esterni degli occhi.
La tristezza si manifesta sul volto attraverso gli angoli interni delle sopracciglia sollevati, gli angoli della bocca piegati in giù o le labbra tremanti e l’angolo interno delle palpebre superiori sollevato.

### La teoria differenziale delle emozioni di Carroll Ellis Izard
Izard è il principale sostenitore della teoria differenziale, che interpreta lo sviluppo delle emozioni nel bambino secondo una prospettiva categoriale. Secondo questa teoria esistono un certo numero di emozioni innate o universali, il set di emozioni primarie o di base, che in generale comprende la paura, la gioia, la collera, la tristezza e il disgusto. Le emozioni primarie emergono strutturate come totalità, secondo un programma maturativo innato e universale, che con lo sviluppo da luogo alle espressioni emotive riconoscibili. Già dalla nascita esiste una concordanza biunivoca e innata tra espressione facciale ed esperienza emotiva, che garantisce la comunicazione sociale del bambino anche nella fase dello sviluppo preverbale e consente di fare conoscere i propri bisogni all’adulto di riferimento che a partire dall’espressione facciale riesce a riconoscere i segnali del bambino e attivarsi sul piano della cura. Le emozioni non di base, dette anche secondarie, miste e complesse come la vergogna, l’imbarazzo, la colpa e l’orgoglio emergono solo alla fine del primo anno di vita quando è presente la consapevolezza di sé.

### La teoria della differenziazione di Sroufe
La teoria della differenziazione invece sostiene che le emozioni siano il prodotto di un processo di differenziazione da uno stato iniziale di eccitazione. Sulla base degli studi della Bridge e della teoria “cognitivo-attivazionale” di Schacter e Singer, Sroufe sostiene che nel neonato sarebbe possibile distinguere uno stato di maggiore o minore eccitazione generalizzata, che si differenzierebbe in stati emotivi di sconforto e di piacere. Si possono individuare tre percorsi principali distinti che portano alle emozioni vere e proprie : il sistema del piacere/gioia, il sistema della circospezione/paura e quello della frustrazione/rabbia. Le emozioni fondamentali di gioia, paura e rabbia hanno origine da un precursore che compare precocemente e che costituisce il prototipo della successiva emozione vera e propria. Secondo Sroufe lo sviluppo emotivo avviene in relazione a periodi critici che comportano riorganizzazioni o salti tra una fase e l’altra.

### La teoria componenziale di Leventhal e Scherer
Leventhal e Scherer sono i sostenitori della teoria componenziale, secondo la quale le emozioni si sviluppano a partire da forme semplici e biologicamente radicate fino ad arrivare a configurazioni complesse. Distinguono tre diversi livelli di elaborazione degli eventi: sensomotorio, schematico e concettuale. Lo sviluppo delle emozioni nel bambino consiste nel passaggio lineare e sequenziale da un livello all’altro con la riorganizzazione e l’arricchimento del significato dell’emozione. Se tra i tre livelli esiste un’integrazione funzionale nel corso dello sviluppo, sembra che i meccanismi riguardanti il sistema sensomotorio siano indipendenti rispetto agli altri due.

### La teoria dell’emozione costruita di Lisa Feldman Barrett
Secondo la teoria della Feldman Barrett, le emozioni vengono prodotte dal nostro cervello per il tramite di una procedura facilitata (quasi una sorta di funzione T9) che si attiva tutte le volte che vi è necessità, una funzione o processo di codifica predittiva o elaborazione predittiva che nell’ambito delle neuroscienze è modellizzato postulando che il cervello genera continuamente modelli dell’ambiente in risposta a possibili stimoli che da quest’ultimo potrebbero arrivare alla percezione, in aggiunta oppure in sostituzione di effettivi stimoli.
Per la Feldman Barrett, gli individui, piuttosto che fare esperienza di emozioni discrete e già classificate come paura, gioia o rabbia, fanno esperienza di stati affettivi grezzi sui quali poi inferiscono propri stati mentali e a cui attribuiscono etichette discrete, come appunto paura, gioia o rabbia. Tutto ciò avviene grazie alla attivazione di numerosi network neurali, che concorrono all’esperienza affettiva e determinano la personale costruzione dell’esperienza emotiva complessa. Le emozioni non sono pertanto né di base, né innate, e nemmeno apprese. Sono fenomeni emergenti che si determinano in funzione di fattori prevalentemente socio-culturali. Dice la Feldman Barrett: “Durante ogni istante della fase di veglia, il tuo cervello utilizza l'esperienza passata (organizzata in concetti) la quale guida le tue azioni e dà significato alle tue sensazioni. Quando i concetti utilizzati sono concetti associati a stati affettivi, il tuo cervello fa l'esperienza soggettiva di ciò che chiamiamo emozione”.

### La teoria multi-componenziale di Nico Henri Frijda
La teoria e il modello teorico esplicativo proposto da Frijda, descrive l'emozione come un fenomeno complesso, multicomponente, che predispone l'organismo ad una o più reazioni. Le componenti sono sei: la valutazione cognitiva, l'esperienza soggettiva, la propriocezione di una spinta ad agire e/o pensare, la reazione fisiologica del sistema nervoso simpatico, la mimica facciale (o espressione facciale delle emozioni) e infine la risposta comportamentale (o coping). Secondo il modello di Frijda, la componente principale è la propriocezione di una spinta ad agire e/o pensare, in quanto tale spinta è in grado di regolare efficacemente l'intero processo, il quale si conclude:
- con la messa in atto della risposta più adattiva per il soggetto;
- l'attribuzione di un nome all'emozione provata;
- l'attivazione di tutti i processi cognitivi secondari.

Ad esempio, la propriocezione di una tensione muscolare intenzionale verso l'oggetto regola:
- il comportamento di attacco;
- l'attribuzione del termine "rabbia" alla propriocezione;
- l'attivazione di tutti i processi cognitivi secondari (valutazione di ciò che si sta ottenendo per il tramite dell'attacco e valutazione di un cambio di strategia che ottimizzi i costi in funzione dei benefici, che potrebbero includere la fuga (cambio del termine in "paura").

Il modello presenta molte affinità concettuali con quello proposto nel 1884 da William James.

## La regolazione delle emozioni
Un elemento fondamentale delle emozioni è la loro regolazione. Per regolazione delle emozioni si intende in generale l'insieme dei processi attraverso cui sono modulate le emozioni in noi stessi e negli altri. La regolazione delle emozioni e l’autocontrollo sono funzioni cruciali per affrontare efficacemente le complesse dinamiche degli stimoli ambientali, delle relazioni con gli altri e degli stessi processi psichici, costituendo il principale ingrediente del benessere fisico e psicologico.

### Il modello di James Gross
Un modello teorico autorevole di regolazione delle emozioni è quello di processo, formulato da Gross.

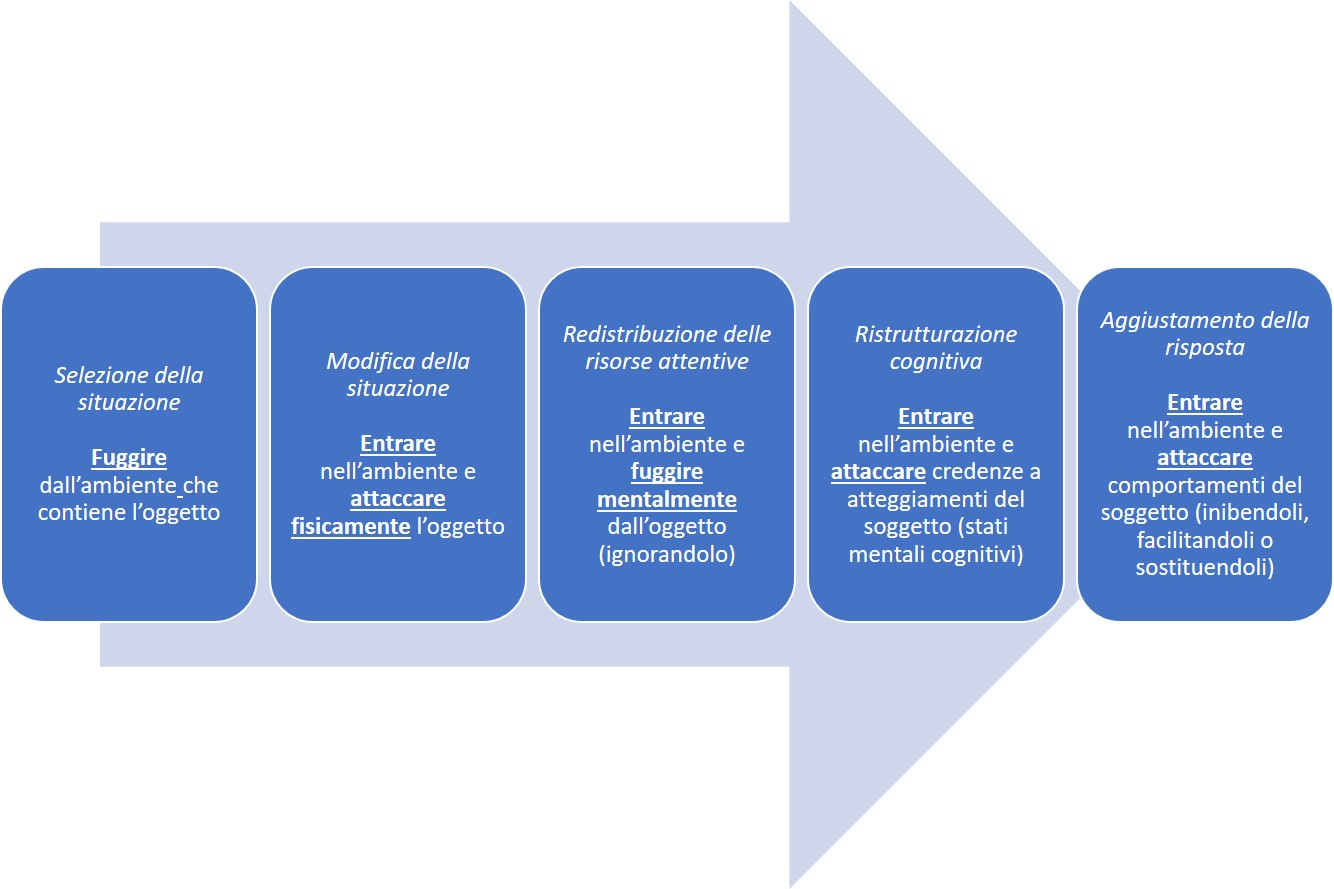
Rielaborazione del modello del processo di regolazione emotiva di J. Gross (1998, 2002)

Secondo questo modello la regolazione delle emozioni si riferirebbe ai processi attraverso i quali gli individui influenzano le emozioni vivono, quando le vivono, e come sperimentano ed esprimono queste emozioni. Il modello di processo non giudica le strategie di regolazione delle emozioni come “buone” o “cattive”, poiché esse possono essere considerate adattive o disadattive, a seconda del contesto e del risultato cui portano.
Più nel dettaglio, James J. Gross ha definito la regolazione delle emozioni come una capacità umana espressa attraverso un processo che, partendo dalla presa d’atto cosciente di stare provando una precisa emozione, consente al soggetto di farne una completa esperienza soggettiva oltre alla attivazione e gestione delle azioni di controllo e monitoraggio del proprio comportamento (agito e/o pensato) e il conseguente riaggiornamento dell’esperienza soggettiva (feedback circolare dinamico).
Gross ha individuato tre variabili che sono funzione del successo ottenuto nel processo di regolazione delle emozioni: 
- avere una utilità specifica e motivante (equivale alla risposta alla domanda: quanto utile risulterà adottare una strategia di regolazione delle emozioni?
- la capacità di adozione efficace di una o più strategie tra quelle individuate da Gross e raccolte in cinque gruppi: selezione della situazione, modifica della situazione, distribuzione delle risorse attentive, ristrutturazione cognitiva e modulazione della risposta (equivale alla risposta alle domande: quanto sarò capace di adottare una strategia di regolazione? Saprò scegliere la più adatta? Quanto dipenderà dalla efficacia/efficienza della mia risposta e quanto dipenderà da fattori che non sono in alcun modo controllabili e quindi regolabili?
- l’importanza accordata al risultato ottenuto o ottenibile (equivale alla domanda: il risultato che otterrò, migliorerà il mio benessere/attenuerà o eliminerà il mio malessere?

In particolare, l'attenzione di Gross si è concentrata su due particolari tecniche: la riconsiderazione cognitiva (cognitive reappraisal), una delle strategie facente parte del gruppo "ristrutturazione cognitiva" e la soppressione (suppression) una delle strategie facente parte del gruppo "modulazione della risposta". Diversi esperimenti condotti sia da Gross che da altri ricercatori hanno evidenziato che la riconsiderazione cognitiva risulterebbe più efficace della soppressione e che in molti casi la soppressione non produce risultati positivi.
La ricerca però sembra suggerire che esistono strategie di regolazione emotiva tipicamente adattive e altre tendenzialmente disadattive. Tra le prime troviamo soprattutto la strategia della rivalutazione. La ricerca scientifica ha dimostrato che è possibile promuovere e potenziare lo sviluppo di queste funzioni, con correlate modificazioni al cervello e al sistema nervoso centrale, attraverso pratiche ed esercizi mirati sia nell’età evolutiva che nell’adulto. Tra queste pratiche, Gross ha posto una particolare enfasi sulla pratica mindfulness.

### Il modello di Parkinson e Totterdell
Secondo il modello proposto da Parkinson e Totterdell, le strategie di regolazione emotiva sono classificabili in funzione del tipo di strategia (cognitiva o comportamentale) e del riflesso che le sottende (fuga oppure attacco), in quest'ultima dimensione distinguendo a sua volta tra modalità diverse. La seguente tabella esemplifica il modello:

Il modello di Lazarus (1984)

|                                                           | Strategia cognitiva | Strategia comportamentale |
| --------------------------------------------------------- | --- | --- |
| Fuga per distacco                                         | Auto-ottundimento cognitivo: ridurre l’attività di pensiero tout court (una delle strategie di redistribuzione delle risorse attentive di Gross – 3° strategia)                                         | Evitamento fisico del fattore emotigeno (una delle strategie di selezione della situazione di Gross – 1° strategia) |
| Fuga per distrazione                                      | Auto-ottundimento cognitivo specifico: ridurre l’attività di pensiero solo in riferimento al fattore emotigeno (una delle strategie di redistribuzione delle risorse attentive di Gross – 3° strategia) | In presenza del fattore emotigeno, distrarsi. Fare finta che il fattore non c’è ovvero che è innocuo (una delle strategie di redistribuzione delle risorse attentive di Gross – 3° strategia) oppure non manifestare l’emozione o soppressione (una delle strategie di modulazione della risposta di Gross – 5° strategia) |
| Attacco al fattore emotigeno                              | Riconsiderazione cognitiva/cognitive reappaisal (una delle strategie della ristrutturazione cognitiva di Gross – 4° strategia)                                                                          | Manifestare l’emozione (una delle strategie di modulazione della risposta di Gross – 5° strategia) |
| Attacco alla situazione che contiene il fattore emotigeno | Avviare e sostenere il processo di problem solving (una delle strategie di modifica della situazione di Gross – 2° strategia)                                                                           | Agire concretamente sul problema (una delle strategie di modifica della situazione di Gross – 2° strategia) |

### Il modello di Richard Lazarus
La teoria delle emozioni di R. Lazarus postula che un’emozione è la risultante dinamica di quattro processi distinti ma interdipendenti: valutazione, fronteggiamento, flusso di azioni e reazioni e attribuzione di significato alla relazione tra soggetto e oggetto (detto anche significato relazionale). parte dalla premessa che la funzione fondamentale delle emozioni è quella di segnalare se un dato comportamento è adatto all’ambiente, anche in funzione del mantenimento di uno stato di benessere e al pieno soddisfacimento dei nostri bisogni.
Le emozioni facilitano o compromettono le relazioni interpersonali, soprattutto quelle intime. La rabbia può prevalere sulla tolleranza e portare a ritorsioni. Il senso di colpa e l'ansia possono minare la determinazione a realizzare qualcosa o ad affermare se stessi.
Non c'è abilità di coping più utile come quella di sapere affrontare le relazioni interpersonali, specialmente quando queste relazioni sono travagliate. Anche se pensiamo di aver compreso il tipo di emozione che stiamo provando e cosa l'ha generata, spesso sbagliamo ad attribuire la sua causa e/o altrettanto spesso sbagliamo a stabilire il tipo di emozione che stiamo provando, e tutte le altre combinazioni che è possibile ricavare.
Una caratteristica fondamentale delle emozioni è che spesso sono difficili da controllare, specialmente quando sono intense. La regolazione delle emozioni è una delle funzioni del coping.
La valutazione (appraising) è un processo cognitivo che consiste nella valutazione della natura e del significato di un fenomeno, che è poi la relazione che si instaura tra il soggetto e l’oggetto. La valutazione avviene in due momenti distinti, che Lazarus chiama valutazione primaria e valutazione secondaria. La valutazione primaria corrisponde ad una prima valutazione, in genere automatica, della rilevanza o salienza di ciò che sta accadendo attorno al soggetto. Il soggetto non ha ancora piena contezza di ciò che sta accadendo ma ha già valutato la situazione come potenzialmente minacciosa oppure che ha già prodotto un danno oppure se rappresenta una opportunità da cogliere. La valutazione secondaria corrisponde alla valutazione che il soggetto fa circa la propria capacità di fronteggiare non la situazione attuale (coping) bensì la propria capacità di fronteggiare la situazione potenziale futura (potential coping) che si determinerebbe in funzione del primo fronteggiamento.
Il fronteggiamento (coping) è un processo cognitivo e comportamentale di tipo strategico e pertanto finalizzato ad un obiettivo intenzionalmente diretto verso il soggetto oppure l’oggetto al fine di modificare la relazione e la rivalutazione della stessa.
Il flusso di azioni e reazioni (flow of actions and reactions) è essenzialmente un processo comportamentale, fisico e verbale, osservabile oppure inferibile, che recluta abilità come l’empatia e la mentalizzazione.
I temi relazionali fondamentali sono i significati che il soggetto attribuisce all’algoritmo relazionale che di volta in volta si determina nel flusso di azioni e reazioni. I temi relazionali fondamentali sono l’outcome del processo di attribuzione di significato alla relazione tra soggetto e oggetto (detto anche significato relazionale o relational meaning). Le tre componenti individuate da Lazarus e che costituiscono i temi relazionali fondamentali sono:
- il coping potential (diverso dal coping);
- il coinvolgimento dell’Io;
- l’importanza dell’obiettivo da raggiungere. Lazarus postula che i temi relazionali fondamentali rappresentino le determinanti prossimali delle emozioni. Abbiamo tanti temi relazionali fondamentali quante sono le emozioni fondamentali, che Lazarus indica nel numero di quindici. Le 15 emozioni fondamentali sono: rabbia, ansia, paura, colpa, vergogna, tristezza, invidia, gelosia, disgusto, felicità, orgoglio, sollievo, speranza, amore e compassione. Ad esempio: la rabbia ha come tema relazionale fondamentale un’offesa umiliante diretta al soggetto o a qualcuno/qualcosa che è caro al soggetto. Il riflesso/impulso/comportamento associato è l'aggressione (attacco).

## La disregolazione emotiva
La disregolazione emotiva è stata definita come l’incapacità di incrementare, mantenere o diminuire le emozioni negative o positive, con il risultato di rendere difficoltoso oppure impossibile il raggiungimento di un obiettivo desiderato ovvero l’adattamento psicofisico e specie-specifico alle situazioni socio-ambientali che si determinano attorno al soggetto. Si tratta di risposte inappropriate data la valenza dello stimolo e/o il contesto. Alcuni esempi sono l’eccesso d’ira, i timori infondati, il non riuscire a riconoscere e a cogliere le buone opportunità, il manifestare gioia in contesti inappropriati.
La disregolazione emotiva è associata trasversalmente a numerosi disturbi di tipo somatico e comportamentale, tra questi ultimi soprattutto le dipendenze. La disregolazione emotiva è inoltre associata a disturbi di personalità come il disturbo borderline oppure a disturbi dell’umore come il disturbo bipolare, oppure a disturbi del neurosviluppo come i disturbi dello spettro dell’autismo e i disturbi dell’attenzione e dell'iperattività (ADHD) e ancora a traumi psicologici oppure a disturbi neurologici, come nel caso di traumi fisici che interessano il cervello. La disregolazione emotiva è uno dei principali fattori che, secondo la teoria proposta da Marsha Linehan, sono all’origine del disturbo borderline di personalità.

## Lo sviluppo delle emozioni
Secondo John Watson il neonato evidenzia tre emozioni fondamentali che vengono definite "innate": paura, amore, ira. Entro i primi cinque anni di vita manifesta altre emozioni fondamentali quali vergogna, ansia, gelosia, invidia. L'evoluzione delle emozioni consente al bambino di comprendere la differenza tra il mondo interno ed esterno, oltre a conoscere meglio se stesso. Dopo il sesto anno di età, il bambino è capace di mascherare le sue emozioni e di manifestare quelle che si aspettano gli altri da lui.
A questo punto dello sviluppo il bambino deve imparare a controllare le emozioni, soprattutto quelle ritenute socialmente non convenienti, senza per questo indurre condizioni di disagio psicofisico.
Secondo le indicazioni ministeriali, nei programmi didattici contemporanei, anche nella scuola primaria, diventa essenziale per un insegnante riconoscere gli stati emotivi dei propri allievi e supportarli con il dovuto sostegno ai fini dello sviluppo psichico. Ciò permette loro di relazionarsi, attraverso un lavoro costante di costruzione, è possibile ricostruire le eventuali caratteristiche che alterano la normale crescita..
“La scienza del sé” è una disciplina per insegnare a scuola le emozioni, ha come obiettivo analizzare i sentimenti propri e quelli che scaturiscono dai rapporti con gli altri, mira a studiare il livello di competenza sociale ed emozionale nei ragazzi come parte della loro istruzione regolare.

## Aspetti patologici
L'alessitimia è l'incapacità o l'impossibilità di percepire, descrivere e verbalizzare le proprie emozioni o quelle altrui. L'alessitimia sembra associata a numerosi disturbi di tipo somatico e psicologico, come ad esempio le dipendenze. Si può avere una reazione psicofisiologica ma non essere in grado di connotarla con una etichetta cognitiva, come appunto nel caso dell'alessitimia.
La componente patologica delle emozioni può essere trattata con interventi di psicoterapia o di counseling con metodi variabili secondo le diverse scuole di riferimento, ma anche secondo valutazione medica, con approcci farmaceutici, in particolare agendo sui neurotrasmettitori che regolano emozioni ed umore.

## Importanza clinica delle emozioni
Diversi studi in letteratura hanno dimostrato che lo stress e le emozioni negative incidono negativamente sul sistema immunitario, compromettendone l'efficienza di alcune cellule. I dati più significativi sull'importanza clinica delle emozioni provengono da una vasta analisi condotta da Howard Friedman e Boothby-Kewley, in cui sono stati analizzati ed elaborati contemporaneamente i risultati di 101 studi più piccoli. I risultati di questa analisi hanno confermato come le emozioni legate alla sofferenza incidano negativamente sulla salute. Più nello specifico coloro che hanno sperimentato lunghi periodi di ansia, tristezza, pessimismo, sospettosità e ostilità hanno il doppio delle probabilità di sviluppare patologie quali artrite, emicrania, asma, ulcera gastrica e cardiopatie. Da questi dati si evince chiaramente che le emozioni negative rappresentano un importante fattore di rischio e di grave minaccia per la salute sebbene i meccanismi biologici dietro questa relazione non siano ancora del tutto chiari.